# Farol da ilha de Corregidor
O Farol da ilha de Corregidor foi um farol histórico situado na ilha de Corregidor, na província de Cavite, Filipinas. A estação era um dos faróis mais importantes do arquipélago. Foi estabelecido em 1853 para guiar os barcos à entrada da baía de Manila em seu caminho para o porto de Manila, o mais importante do país. Este farol ocupa o ponto de duas linhas de enfoque convergente de navios do Mar da China que vão à entrada da baía de Manila.
O estabelecimento de uma estação de farol na ilha de Corregidor recomendou-se no ano de 1835, durante a administração do governador Pascual Enrile e Alcedo. A sua construção não foi autorizada, no entanto, até 1846, com a aprovação do Real Decreto de 14 de abril pelo Governo espanhol. O farol não se completou até 1853.